# Shadui, Guangdong
Shadui (kinesiska: 沙堆) är en köping i sydöstra Kina. Den ligger i stadsdistriktet Xinhui i staden Jiangmen i provinsen Guangdong, omkring 93 kilometer söder om provinshuvudstaden Guangzhou. Antalet invånare är 36 957. Befolkningen består av 17 249 kvinnor och 19 708 män. Barn under 15 år utgör 12,0 %, vuxna 15-64 år 77 %, och äldre över 65 år 9,0 %.